# ديفيد د. فورمان
ديفيد د. فورمان (بالإنجليزية: David D. Furman)‏ هو قاضي ومحامي أمريكي، ولد في 22 نوفمبر 1917، وتوفي في 14 فبراير 2008.